# Antoni Aluja Miguel
Antoni Aluja Miguel (el segon cognom també pot ser Miquel) (Reus, 14 de juliol de 1856 - 6 de maig de 1926) va ser un metge català
Llicenciat en medicina i cirurgia per la Universitat de Barcelona, va fundar, amb quatre companys metges, el "Col·legi de Metges del Partit de Reus", l'any 1894 i va ser membre de la seva Junta en diverses ocasions. Va formar part de forma ininterrompuda del consell de redacció del Boletín del Colegio de Medicos del Partido de Reus, publicació mensual que va sortir el 1902 i que va continuar sense interrupció fins a l'any 1914, quan es va suspendre el Col·legi de Metges de Reus per qüestions administratives i va passar a dir-se "Associació de Metges de Reus", canviant el nom del Butlletí (Boletín de la Asociación de Médicos de Reus) i continuant la seva publicació fins al 1919. Va ser una publicació òbviament vinculada al Col·legi de Metges de Reus, però amb un consell de redacció independent. El doctor Aluja va col·laborar assíduament a altres publicacions periòdiques de Reus, com ara l'Eco del Centro de Lectura, La Correspondencia de Reus i el Diario de Reus. L'any 1886 va presentar a la Reial Acadèmia de Medicina de Barcelona una Topografia mèdica de Reus que va ser premiada i el seu autor nomenat membre corresponsal de l ́Acadèmia. La Topografia es publicà a Reus l'any següent. Les estadístiques sanitàries que recollia es publicaven al Boletín.
Va ser Subdelegat de medicina del partit de Reus, membre de la Junta municipal de sanitat i membre fundador de la Sociedad Española de Higiene. El 1879 va crear una classe d'higiene per als socis del Centre de Lectura. El seu fill, Josep Maria Aluja Pons, va ser un conegut cirurgià reusenc.